# Жебраки життя
«Жебраки життя» (англ. Beggars of Life) — американська пригодницька драма режисера Вільяма А. Веллмена 1928 року.

## Сюжет
Після вбивства свого вітчима дівчина тікає з країни разом з юним волоцюгою.

## У ролях
- Воллес Бірі — Оклахома Ред
- Луїза Брукс — дівчина (Ненсі)
- Річард Арлен — хлопець (Джим)
- Блу Вашингтон — Блек Мос
- Кьюпі Морган — Скінні
- Енді Кларк — Скеллі
- Майк Донлін — Білл
- Роско Карнс — Лейм Гоппі
- Джонні Морріс — Рубін